# Mitsubishi Electric Halle
De Mitsubishi Electric Halle (tot 2011: Philips Halle) is een overdekte evenementenhal in Düsseldorf, Duitsland.
De hal werd geopend in 1971 en is vernoemd naar het Nederlandse bedrijf Philips. In 2011 onderging het gebouw een grote renovatie. Daarbij werd op 19 april 2011 de elektronicatak van het Japanse bedrijf Mitsubishi naamsponsor van de evenementenhal.
Naast basketbalwedstrijden worden er ook geregeld concerten gehouden. Het gebouw heeft een capaciteit van 7500 bezoekers en een totale vloeroppervlakte van 4884 m2.